# توماس فولتون (رجل أعمال)
توماس فولتون (بالإنجليزية: Thomas Fulton)‏ هو شخصية أعمال أسترالي، ولد في 8 أكتوبر 1813 في دندي في المملكة المتحدة، وتوفي في 18 فبراير 1859 في بنديجو في أستراليا.